# Китен Скот
Марси Китен Скот-Вилсон (енгл. Marci "Kitten" Scott-Wilson; Лос Анђелес, 12. јун 1975) америчка је порно глумица.
У порно филму је дебитовала 1996. године са 21 година. Наступила је у преко 110 порно филмова.